# Josep Pella i Forgas
Josep Pella i Forgas   (Begur, 11 de febrer de 1852 - Barcelona, 9 d'octubre de 1918) fou un historiador, jurista i polític català, germà de l'enginyer i escriptor Pere Pella i Forgas.

## Biografia
Fou un dels precursors del catalanisme, en participar en la fundació de la Jove Catalunya el 1869. El 1882 formà part del sector més conservador del Centre Català i l'11 de gener de 1885 participà en el míting a la Llotja de Cereals de Barcelona per a protestar contra el tractat de comerç amb la Gran Bretanya que s'estava negociant i participà en la comissió que lliurà el Memorial de Greuges al rei el 10 de març de 1885. Es decantà cada cop més cap als sectors més conservadors del catalanisme; fou redactor de La España Regional, el 1899 s'integrà al Centre Nacional Català i, finalment, a la Lliga Regionalista.
Fou elegit diputat independent a Corts per la circumscripció de Girona el 1896; el 1901 fou elegit regidor de l'Ajuntament de Barcelona i el 1905 intentà ser escollit candidat a diputat per Barcelona, però no aconseguí prou vots entre els candidats de la Lliga. Aleshores, intentà manipular les actes electorals per tal de sortir elegit i per això fou expulsat de la Lliga.
Va escriure nombrosos articles a la Revista Jurídica de Catalunya i, també, llibres jurídics i d'història. Fou president de l'Ateneu Barcelonès (1893-1894) i de la Societat Econòmica Barcelonesa d'Amics del País (1900-1901).
Morí a Barcelona el 9 d'octubre de 1918.

## Obres
- Les Corts Catalanes (1876), amb Josep Coroleu
- Los Fueros de Cataluña (1878), amb Josep Coroleu
- Un català ilustre: D. J. de Margarit i de Biure (1879)
- Periodisme: estudis històrics del de Catalunya (1883)
- Historia del Ampurdán: estudio de la civilización en las comarcas del noreste de Catalunya (1883)[6]
- Las patentes de invención y los derechos del inventor (1892)
- Tractat de les relacions i les servituds entre les finques (1901)
- Llibertats y antich govern de Catalunya (1905) ( llegiu-lo)
- La crisi del catalanisme (1906)
- Código Civil de Cataluña, 4 vols. (1916-1919)

## Galeria d'imatges

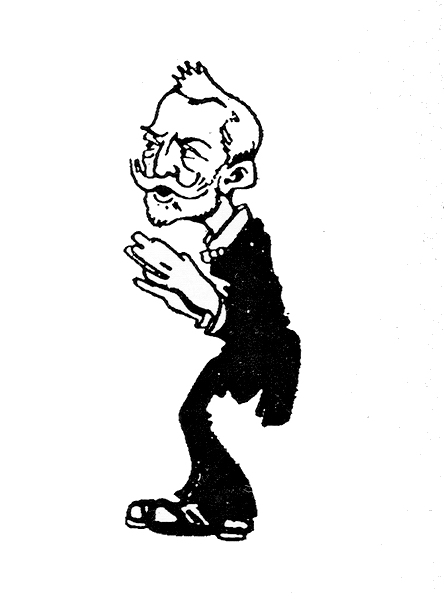
Caricatura de L'Esquella de la Torratxa (1905)
- Edició de 1905 de Llibertats y antich govern de Catalunya. Conferencias.